# Meshgīn Ḩaqq
Meshgīn Ḩaqq (persiska: مُشتَقين, مِشگين حَق, مِشكينجِق, مِشكينجيك, مشگين حق, Moshtaqīn) är en ort i Iran.   Den ligger i provinsen Ardabil, i den nordvästra delen av landet, 400 km nordväst om huvudstaden Teheran. Meshgīn Ḩaqq ligger 1 693 meter över havet och antalet invånare är 319.
Terrängen runt Meshgīn Ḩaqq är kuperad söderut, men norrut är den platt. Meshgīn Ḩaqq ligger nere i en dal. Runt Meshgīn Ḩaqq är det ganska tätbefolkat, med 56 invånare per kvadratkilometer. Närmaste större samhälle är Nīr, 11,3 km norr om Meshgīn Ḩaqq. Trakten runt Meshgīn Ḩaqq består i huvudsak av gräsmarker.